# اچ‌دی ۱۰۶۴۷
اچ‌دی ۱۰۶۴۷ یک ستاره است که در صورت فلکی جوی قرار دارد.